# کلفت (روستا)
کلفت، روستایی از توابع بخش مرکزی شهرستان فومن در استان گیلان ایران و محصدر شده بین دو رودخانه فصلی قلعه رودخان و گشت رودخان است که در شمال روستا به هم می پیوندند ،همچنین جنوب روستا توسط کانال آب که آب را از سد تاریک در امام زاده هاشم به سمت غرب گیلان می برد محصور شده است.
نام قدیمی این روستا گیلفت ( گیل فت gilfat) بوده که به مرور زمان کلفت تلفظ می شود. فت در زبان گیلگ به معنای پراکنده بودن و گیل از همان قوم گیلگ می آید. به علت چندپاره بودن روستا اسم روستا گیلفت یا همان کلفت کنونی تلفظ می شود.

## جمعیت
این روستا در دهستان گوراب پس قرار دارد و براساس سرشماری مرکز آمار ایران در سال ۱۳۸۵، جمعیت آن ۵۴۴ نفر (۱۵۴خانوار) بوده‌است.